# تپه دم قلمه
تپه دم قلمه مربوط به دوره اشکانیان است و در شهرستان کوهدشت، بخش مرکزی، دهستان کوهدشت شمالی، شمال روستای دم قلمه واقع شده و این اثر در تاریخ ۲۸ اسفند ۱۳۸۵ با شمارهٔ ثبت ۱۸۸۲۲ به‌عنوان یکی از آثار ملی ایران به ثبت رسیده است.